# わたしのLife
「わたしのLife」（わたしのライフ）は、日本のシンガーソングライター・藤原さくらの楽曲。2022年3月23日にSPEEDSTAR RECORDSからデジタルシングルとしてリリースされた。

## 概要
「わたしのLife」は、デジタルシングルとしては2021年9月にリリースされた「mother」から約6か月ぶりに発表された楽曲。アレンジは初タッグを組んだYaffle。ジャケットデザインはアートディレクターの千原徹也。ジャケットのイラストは、ディレクターの息子によって描かれたものが使用されている。
3月30日にMVがプレミアム公開された。ディレクションはアートディレクターも務めた千原徹也。また直前の3月29日にはMVの公開を記念して、「わたしのLIfe」についての想いを藤原が語るインタビュー映像もプレミア公開された。

## 制作背景
「わたしのLife」は「自分で自分を褒めたい」というテーマの曲。それは、2017年に藤原がMCを務めていたTV番組『beポンキッキーズ』（BSフジ）内の「キミはえらい！」というコーナーからヒントを得た。自分を褒めるというのは子どもだけではなく大人たちにこそ必要なものであり、「あれもこれもできなかった」と一日を締めくくるよりかは、「これはできた」とポジティブに考えるようになればより楽しく生きていけるのではないかという思いが込められている。
ディレクターから曲を制作する際に「もっとなにも考えずに書いてみたら」という助言を受けた。
制作は共作者のYaffleのスタジオで行った。雑談も交えながら「どういうサウンドにしていくか」という曲の方向性を定めていった。Yaffleがトラックをその場で組み立ていき、それに呼応してトラックの上に藤原がメロディを作っていくというやり取りを重ねながら制作を進めて行った。
「誰かが聞いてきた音楽から生まれたトラックの上に私がメロを載せると、自分でも絶対出てこなかったようなメロになったり、自分じゃ作れなかったような言葉が出てきたりする。それがすごく刺激的」だと述べている。

## 参加ミュージシャン
- 藤原さくら :  ボーカル
- 上原俊亮  : ドラム
- 小林修己  : ベース
- 小川 翔  : ギター
- Yaffle : その他の楽器全部